# Anapsida
Um anápsido ou anapsídeo é um amniota cujo crânio não tem fenestras temporais (aberturas) junto às têmporas. O termo, em grego, refere-se, de facto a esta característica: an =sem + apsida= abertura.
Ainda que os répteis anápsidos sejam tradicionalmente descritos como formando um grupo coerente, estudos recentes, a nível filogenético, têm dado indícios de que alguns répteis com crânios anápsidos estão apenas remotamente relacionados. Os cientistas ainda debatem a relação exata entre os répteis basais, que apareceram no Carbonífero, com os répteis do Permiano, com crânios anápsidos e o grupo das tartarugas e cágados (Testudinata). Muitos paleontólogos da actualidade defendem que os testudíneos descendem de répteis diápsidos que perderam as fenestras temporais, ainda que tal ponto de vista ainda receba algumas reticências da comunidade científica.
Embora testudíneos apresentem apenas uma fenestra no crânio, e por tal motivo eram classificados como anápsidos,  dados moleculares e fósseis indicam que tais indivíduos sejam diápsidos os quais perderam uma das suas fenestras. Com isso apesar de não possuírem fenestras visíveis, isso foi uma característica perdida secundariamente nesses indivíduos.